# حشره‌خوار پنجه‌بلند پیرسون
 حشره‌خوار پنجه‌بلند پیرسون (نام علمی: Solisorex pearsoni) نام یک گونه از زیرخانواده حشره‌خوار دندان‌سفید است.